# Magdalena Álvarez
Magdalena Álvarez Arza (San Fernando, Cádiz, 15 de febrero de 1952) es una economista, inspectora de Hacienda y política española exmiembro del Partido Socialista Obrero Español.
Fue consejera de Economía de la Junta de Andalucía (1994-2004), diputada en el Congreso de los Diputados y ministra de Fomento (2004-2009) en el gobierno de José Luis Rodríguez Zapatero. Ha sido diputada en el Parlamento Europeo (2009-2010) y vicepresidenta del Banco Europeo de Inversiones (2010-2014).
En 2022 se confirmó su sentencia de condena por un delito de prevaricación continuada por el caso ERE.
El 19 de junio de 2024, el Tribunal Constitucional anuló la condena de Magdalena Álvarez por los ERE de Andalucía y tumbó la prevaricación.

## Actividad anterior a su entrada en política
Nació en San Fernando (Cádiz) en 1952, pero pronto se trasladaría a Málaga.Está casada y tiene una hija.
En 1975 se licenció en Ciencias Económicas y Empresariales por la Universidad Complutense de Madrid.En 1992 fue nombrada doctora cum laude en la misma materia y por la misma universidad.
Ha sido profesora de Economía en la Universidad Nacional de Educación a Distancia, UNED (1977-1990); en la Escuela de Prácticas Jurídicas de Málaga (1981-1989); y en el Instituto de Estudios Fiscales (1981-1989).
En 1979 accedió por oposición al Cuerpo de Inspectores de Finanzas del Estado, ejerciendo diversos cargos en el Ministerio de Hacienda y posteriormente en la AEAT, inspectora jefe de la Delegación de Hacienda de Málaga (1987-1989), directora general de Incentivos Económicos Regionales (1989-1993) y directora del Departamento de Inspección Financiera y Tributaria de la Agencia Estatal de Administración Tributaria entre 1993 y 1994.

## Ámbito político

### Consejera de la Junta de Andalucía (1994-2004)
En agosto de 1994 fue nombrada consejera de Economía y Hacienda de la Junta de Andalucía, incorporándose como independiente al segundo gabinete del presidente andaluz, Manuel Chaves (PSOE).
Durante esa etapa fue uno de los miembros del Ejecutivo regional más perjudicado por la situación política andaluza, ya que ninguno de los dos presupuestos de la Junta que elaboró su departamento fue aprobado por el Parlamento (el PSOE gobernaba en minoría parlamentaria).
En 1996, tras las elecciones autonómicas, fue confirmada por Chaves en su cargo, desde el que trabajó especialmente en el pago de la deuda histórica a Andalucía y la financiación autonómica.
En las siguientes elecciones autonómicas, en marzo del 2000, Chaves la mantuvo al frente de la consejería de Economía y Hacienda de Andalucía para hacer frente a la sexta legislatura andaluza.Además, en estas elecciones Magdalena Álvarez fue elegida diputada del PSOE en el Parlamento de Andalucía por la provincia de Málaga.
Ante las elecciones generales españolas de 2004, encabezó la candidatura socialista al Congreso de los Diputados por la provincia de Málaga, al tiempo que formó parte del "Comité de Notables", formado por José Luis Rodríguez Zapatero para que le apoyasen en su candidatura a la Presidencia del Gobierno de España.

### Ministra de Fomento (2004-2009)

#### De 2004 a 2008

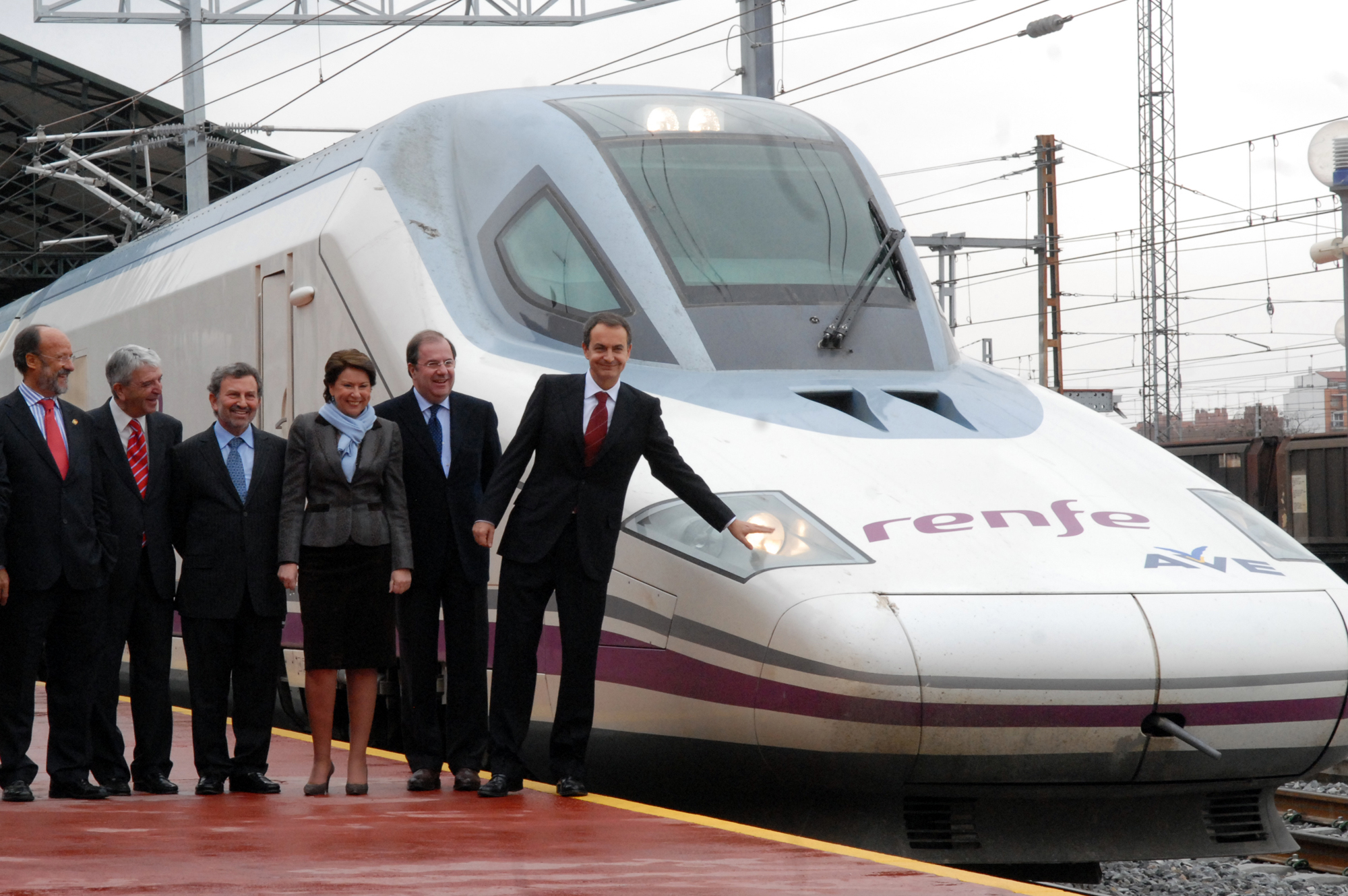
Magdalena Álvarez en la inauguración en 2007 de la LAV Madrid-Valladolid en Valladolid, junto con el presidente Rodríguez Zapatero

En las elecciones generales de marzo de 2004 resultó elegida diputada por la circunscripción electoral de Málaga. José Luis Rodríguez Zapatero logró ser investido presidente del Gobierno y formó su primer gobierno.Álvarez Arza fue nombrada Ministra de Fomento, tomando posesión del cargo el 18 de abril de 2004. Sustituyó a Francisco Álvarez-Cascos.
Durante su etapa como ministra el Gobierno aprobó en 2005 el Plan Estratégico de Infraestructuras y Transporte (PEIT). Este plan pretendía planificar las infraestructuras españolas con un horizonte en 2020. Destacó de sobremanera por el gran impulso presupuestario y estratégico que le dio a la alta velocidad ferroviaria, logrando que la red española se convirtiera en la más grande del mundo por detrás de la red China. Magdalena Álvarez presenció la apertura de las líneas de alta velocidad a Valladolid (2007), Málaga (2007) y Barcelona (2008).
De igual modo, entraron en servicio y se planificaron miles de nuevos kilómetros de autovías y autopistas, creando una red pionera en el mundo.
Debido a fallas técnicas en las obras de la alta velocidad colapsó parte del transporte público de la provincia de Barcelona, hecho que provocó que Magdalena Álvarez fuera reprobada por las Cortes Generales en diciembre de 2007. Fue el primer miembro del Gobierno de España en ser reprobado.

#### De 2008 a 2009
En las elecciones generales de marzo de 2008 fue reelegida diputada al congreso por la provincia de Málaga. A pesar de la reprobación de 2007, José Luis Rodríguez Zapatero mantuvo a Álvarez en su segundo gobierno, insaturado el 14 de abril de 2008.
Pasó sus peores momentos como ministra a partir de agosto de 2008, cuando ocurrió un grave accidente aéreo en Madrid que dejó 154 muertos. Posteriormente, en enero de 2009, una copiosa nevada obligó a cerrar el aeropuerto de Barajas durante cinco horas. El servicio meteorológico de Fomento falló al pronosticar sólo una "nevada débil" y el aeropuerto cesó su actividad sin aplicarse el protocolo de emergencia. Después de este incidente, Zapatero tomó la decisión de destituir a Álvarez como ministra de Fomento, lo que ocurrió el 7 de abril de 2009, dentro de una profunda remodelación del Gobierno de España. Dejó el Ministerio de Fomento, siendo sustituida al frente de éste por José Blanco López.

### Actividad política posterior a 2009
Formó parte de la candidatura del PSOE al Parlamento Europeo en las elecciones del 7 de junio de 2009, siendo elegida eurodiputada.
En junio de 2010 fue nombrada vicepresidenta del Banco Europeo de Inversiones por lo que dejó su cargo de eurodiputada.
El 25 de junio de 2014 dimitió de su cargo en el Banco Europeo de Inversiones, aunque ella negó que tuviese nada que ver con su imputación en el caso ERE en Andalucía.
Se reincorporó a su trabajo como inspectora y paulatinamente abandonó el PSOE.

## Condecoraciones
La República Argentina le otorgó la Gran Cruz de la Orden del Libertador San Martín en 2009.
El 24 de abril es condecorada con la Gran Cruz de la Real y Distinguida Orden de Carlos III Real Decreto 772/2009, de 24 de abril, concesión que estuvo sujeta a polémica.

## Caso ERE
El 2 de julio de 2013, es imputada por la juez Alaya en el caso ERE en Andalucía, una trama consistente en el supuesto desvío de capitales públicos entre los años 2001 y 2010 bajo el mandato del PSOE. En marzo de 2014 la juez le impone una fianza civil de 29 millones de Euros por este caso.
En 2006 siendo ministra de Fomento llegó con Abertis a un acuerdo para la gestión de la AP-7 entre Salou y la Jonquera por el que la concesionaria obtendría una compensación económica si no se cumplían ciertas expectativas de tráfico. A pesar de las críticas del Consejo de Estado avisando de los riesgos, pues ya se pronosticaba en España una crisis económica con la consecuente caída en el tráfico de mercancías además de que tal acuerdo implicaba la desaparición del riesgo para la empresa privada. La ministra hizo caso omiso y firmó igualmente. Debido a la caída del tráfico ya prevista, en marzo de 2017 el TSJM (Tribunal Superior de Justicia de Madrid) sentencio al Estado a pagar a Abertis 1.494 millones de euros.
En 2022 el Tribunal Supremo confirmó su condena de 9 años de inhabilitación especial por un delito de prevaricación continuada por el caso ERE por la Audiencia de Sevilla.
El 19 de junio de 2024, el Tribunal Constitucional anuló la condena de Magdalena Álvarez por los ERE de Andalucía y tumbó la prevaricación.